# 开城镇 (无为市)
开城镇，是中华人民共和国安徽省芜湖市无为市下辖的一个乡镇级行政单位。地处无为市西部，东与赫店镇相邻，南与襄安镇接壤，西与巢湖市坝镇相连，北与红庙镇毗邻。

## 行政区划
开城镇下辖以下地区：
开城社区、六店社区、大同村、旺盛村、羊山村、幸福村、六峰村、石山村、龙太村、练墩村、山垴村、先锋村、都督村、独山村、六店村、保胜村和新胜村。